# Emporis
A Emporis foi uma empresa de mineração de dados imobiliários com sede em Hamburgo, Alemanha. A empresa coletava dados e fotografias de edifícios em todo o mundo, que eram publicados em um banco de dados online de 2000 a setembro de 2022.
A Emporis foi adquirida pelo CoStar Group em outubro de 2020. Em 12 de setembro de 2022, o diretor administrativo da CoStar Europa publicou uma carta no Emporis.com, informando aos membros da comunidade que o banco de dados e a plataforma comunitária da Emporis seriam desativados a partir de 13 de setembro de 2022.
A Emporis oferecia uma variedade de informações em seu banco de dados público, Emporis.com. A empresa era frequentemente citada por diversas fontes de mídia como uma autoridade em dados de edifícios.
Originalmente, a Emporis focava exclusivamente em edifícios de grande altura (high-rise) e arranha-céus (skyscrapers), que definia como edifícios "entre 35 e 100 metros" de altura e "com pelo menos 100 metros de altura", respectivamente. A Emporis usava o ponto onde o edifício toca o solo para determinar a altura. O banco de dados se expandiu para incluir edifícios de baixa altura e outras estruturas. A empresa utilizava um sistema de pontos para classificar as linhas do horizonte.

## Emporis Buildings
A Emporis Buildings é uma revista estadunidense que cataloga as cidades no mundo de acordo com o número de edifícios e o número de pontos de acordo com andares de cada edificação que são arranha-céus, pontes, torres de TV, mastros e outras estruturas.

## Pontos por número de andares
- 12 a 19 andares = 1 ponto
- 20 a 29 andares = 5 pontos
- 30 a 39 andares = 25 pontos
- 40 a 49 andares = 50 pontos
- 50 a 59 andares = 100 pontos
- 60 a 69 andares = 200 pontos
- 70 a 79 andares = 300 pontos
- 80 a 89 andares = 400 pontos
- 90 a 99 andares = 500 pontos
- 100 ou mais andares = 600 pontos

## Cidades por quantidade de pontos
| Ordem | Cidade      | País                       | População  | Área | Área      | N° de Edificios | Pontos  |  |
| 1     | Hong Kong   | República Popular da China | 6,943,600  |      | 1,053 km² | 7,688           | 128,548 |  |
| 2     | Nova Iorque | Estados Unidos             | 8,391,881  |      | 800 km²   | 5,525           | 38,892  |  |
| 3     | Chicago     | Estados Unidos             | 2,853,114  |      | 589 km²   | 1,110           | 18,546  |  |
| 4     | Singapura   | Singapura                  | 4,351,400  |      | 685 km²   | 4,342           | 18,065  |  |
| 5     | São Paulo   | Brasil                     | 11,016,703 |      | 1,523 km² | 5,663           | 17,039  |  |
| 6     | Seul        | Coreia do Sul              | 10,331,244 |      | 616 km²   | 2,877           | 16,880  |  |
| 7     | Xangai      | China                      | 9,145,711  |      | 6,639 km² | 987             | 14,746  |  |
| 8     | Tóquio      | Japão                      | 8,130,408  |      | 621 km²   | 2,700           | 13,374  |  |
| 9     | Banguecoque | Tailândia                  | 7,587,882  |      | 1,569 km² | 784             | 13,333  |  |
| 10    | Dubai       | Emirados Árabes            | 1,241,000  |      | 3,885 km² | 517             | 11,957  |  |